# Ralo

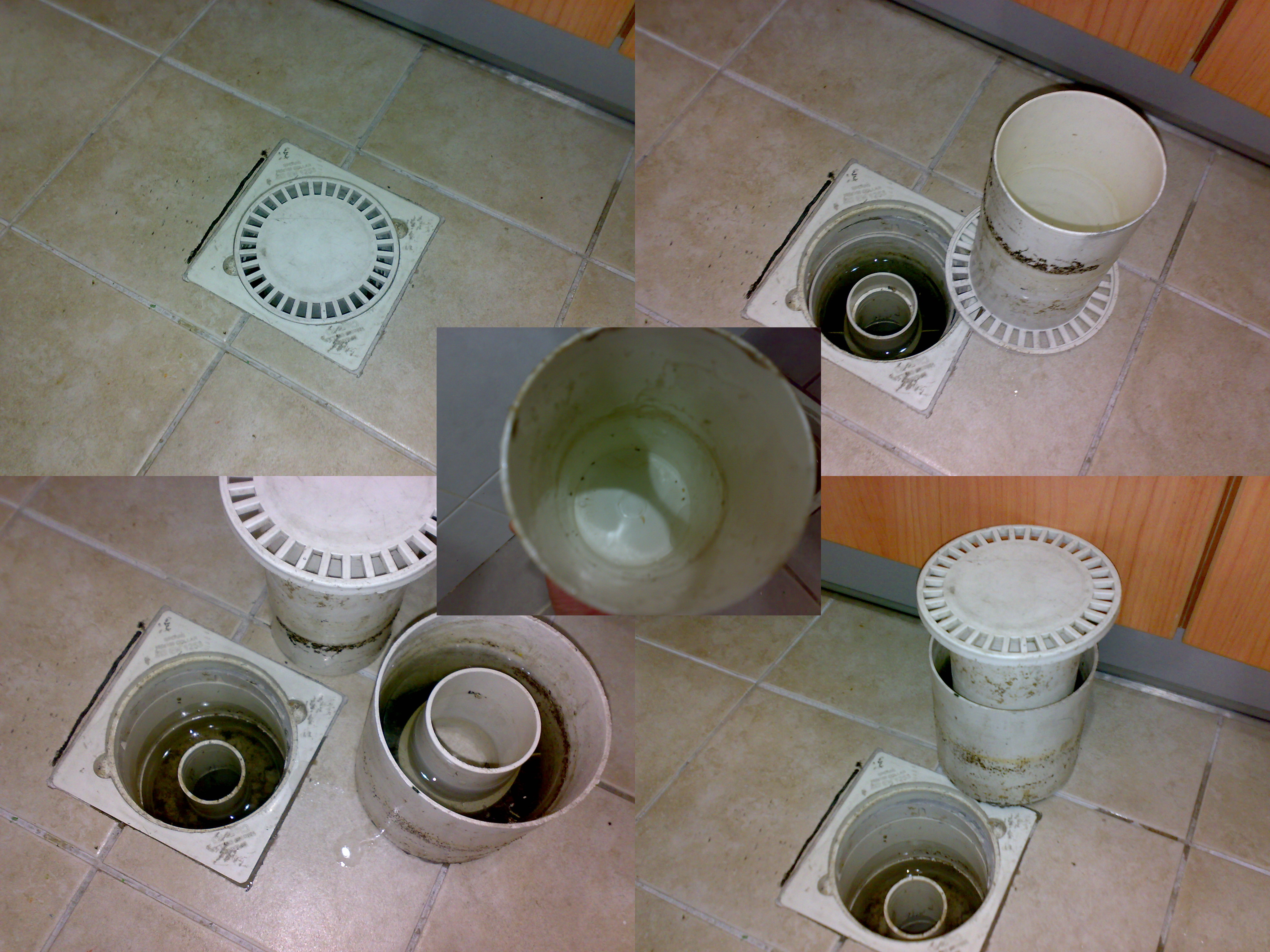
Diversos tipos de ralos

Ralo ou sumidouro é a saída de água pias, em um cômodo (banheiro, cozinha etc.), ou área externa (quintal etc.) de uma edificação.
Em geral os ralos são extremidades de canos conectados à rede de esgotos (ralos internos) ou rede de drenagem (ralos externos) da edificação. Tais extremidades em geral também se apresentam protegidas por tampas permeáveis (proteção na forma grade de orifícios ou frestas), de modo a impedir a entrada de detritos que as entupam. O termo "ralo" também pode referir-se essa tampa.
Quando externo à edificação, recebe o nome de bueiro.

## Instalação
A instalação de ralos é realizada com o pressuposto de que toda a água saia por ele, sem risco de transbordamento. A escolha de um ralo (cano e orifício adequados) maior ou menor é realizada testando-se cumpre tal pressuposto. Esta "escolha do ralo mais adequado" também pode ser referida como "dimensionamento do ralo".
Existem três formas típicas de se dimensionar:
- padrões (casos similares): escolhe-se o mesmo tipo de ralo que em um caso similar (edificação similar e bem-sucedida na escolha).
- ensaios: simulando a ocorrência de casos extremos e verificando se um ralo temporário (protótipo) dá conta da vazão.
- modelos: calculando-se os parâmetros principais do ralo conforme modelagem do sistema (abaixo).

## Dimensionamento
Para o cálculo de sumidouros de água podem ser utilizados diversos modelos, sendo que os mais utilizados levam em conta as seguintes variáveis (abstrações):
Q: vazão, taxa de saída da água (de interesse o seu valor máximo);
I: taxa da entrada de água (valor máximo).
Para o caso de uma pia típica, ou de um box de banho, onde I é conhecido (vazão máxima da torneira ou chuveiro), basta escolher um ralo com capacidade Q ≥ I.
Nas àreas internas (sem incidência de chuva) a fonte I pode ser suposta como uma torneira presente no próprio cômodo ou água trazida por baldes. Estimando-se I, mesmo que de forma mais vaga, pode-se obter novamente o dimensionamento do ralo através de Q ≥ I.   (para uma modelagem mais orientada a objetivos de faxina, ver nota abaixo).
Para o caso de áreas externas, sujeitas a chuvas (ralos ligados à rede de drenagem), a estimativa de I vai depender da intensidade média das piores chuvas do local, e da forma como contabilizamos isso. O modelo de Runoff da Hidrologia é o mais simples e utilizado:
I = C.i.A
onde temos
i: intensidade da chuva;
C: coeficiente de escoamento superficial;
A: área de drenagem (exposta às chuvas).
NOTA: como usualmente ralos internos são utilizados para fins de limpeza do cômodo, pode-se também adotar um modelo similar a este, supondo todo o chão do cômodo (de área A) tomado por uma fina lâmina de água, durante operação de faxina mais drástica.

## Protetor
Um Ralo protetor ou tampa de ralo é um objeto que complementa o ralo, com os seguintes objetivos principais:
- Bloquear o acesso de animais pelo cano de esgoto para o interior das habitações;
- Filtrar, mantendo os tubos e canos sempre limpos e desobstruídos, além de evitar a perda de objetos pequenos.

O protetor é ecologicamente correto por ser uma barreira física, dispensando o
uso de produtos químicos.

### Padrões
O Ralo Protetor modelo 94 serve para :
- os Ralos seco e caixas de passagem de 100 mm.

O Ralo Protetor modelo 95 serve para :
- todos os modelos de grelhas removíveis, Porta-grelhas e Caixas sifonadas para tubos de 100 mm.

O Ralo Protetor modelo 143 serve para :
- grelhas de para tubos de 150 mm.
- todos os tipos de grelhas removíveis com parte inferior lisa para tubos de 150 mm.

O Ralo Protetor modelo 146 serve para :
- grelhas para tubos de 150 mm.
- todos os tipos de grelhas removíveis com parte inferior lisa para tubos de 150 mm.